# 니쿠자가
니쿠자가(일본어: 肉じゃが)는 일본 요리로, 일본 특유의 조미료를 사용한 고기 조림이다.
고기, 감자, 양파, 실곤약 등을 기름에 볶은 후 간장, 설탕, 미림으로 조려 만든다. 고기는 소고기, 돼지고기, 닭고기 등이 사용되며 서일본에서는 소고기, 동일본에서는 돼지고기를 사용하는 것이 일반적이다. 옛날 일본군에서 카레와 같은 재료를 썼기 때문에 보급이 좋았던 요리 중 하나였으며
 이것이 일본 전국에 퍼지게 된 것이다.
일반적인 스튜와는 달리 드미글라스나 루를 넣지 않기 때문에 아일랜드 국민요리인 아이리시 스튜와 유사하며, 일본 내에서는 한국의 장조림과 유사한 위상을 지니고 있다. 요리 이름이 '니쿠자가'라고 불리게 된 것은 1970년대 이후이다.

## 유래
메이지 시대에 막 진입했던 1870년부터 1878년까지 영국 포츠머스에 유학을 갔던 도고 헤이하치로가 비프 스튜를 맛보고 매우 마음에 들어, 일본에 귀국한 뒤 해군 음식으로 만들라는 명을 내린다. 하지만 와인도 드미글라스 소스도 없었던 상태에서, 처음 명을 받은 주방장은 비프 스튜가 어떻게 생겼는지도 몰랐기에 도고가 전해준 비프 스튜의 모습을 간장과 설탕을 이용해 재현했다는 것이 일설이다.
그러나 당시 일본에는 이미 비프 스튜는 물론 그것의 변형판인 하이라이스가 양식점에서 일반 메뉴로 버젓이 팔리고 있었고, 소고기를 설탕과 간장으로 조려 맛을 내는 요리도 스키야키나 소고기 야마토니 등이 있었다는 점에서, 단순히 소고기 스튜를 대체하기 위해 만들어졌다는 설은 도시전설에 불과하다는 주장도 있다.

## 같이 보기
- 보산스키 로나츠
- 아이리시 스튜
- 스카우스
- 포토푀